# Fabrizio Della Fiori
Fabrizio Della Fiori, né le 1er septembre 1951 à Formigara, en Italie, est un joueur italien de basket-ball, évoluant au poste d'ailier.

## Biographie

### Palmarès
- 3e du championnat d'Europe 1975
- Finaliste des Jeux olympiques 1980
- Vainqueur de la coupe Korać 1973, 1974, 1975 (Cantù)
- Vainqueur de la coupe des coupes 1977, 1978, 1979 (Cantù)
- Champion d'Italie 1975 (Cantù)